# 元昌王后
元昌王后（원창왕후，?—?），是高丽王朝太祖王建的祖母。高麗建立後，王建追封祖母谥号元昌王后。
金寬毅《編年通錄》说，作帝建是貞和王后和唐肃宗的儿子，作帝建东渡黄海到唐朝，途中落水入海，被西海龍王招为驸马，龍女渚旻義（焉旻義）生下龍建，就是高丽太祖的父亲。聖源錄称，昕康大王（高麗懿祖）之妻龍女，平州人頭恩坫角干之女。

## 家族
- 父亲：西海龍王（金寬毅《編年通錄》）
- 父亲：頭恩坫角干（《聖源錄》）
- 夫：高麗懿祖作帝建
- 子：高丽世祖龍建
  - 孙子：高丽太祖王建
- 子：王平達
  - 孙子：王式廉